# Mecodema godzilla
Mecodema godzilla es una especie de escarabajo del género Mecodema, familia Carabidae. Fue descrita científicamente por Seldon & Buckley en 2019.
Esta especie se encuentra en Nueva Zelanda.
Su longitud es 34,3–36,4 mm, ancho pronotal de 10,1–11,2 mm y elitral de 11,7–12,9 mm. El color de la cabeza y el pronoto varían de negro a negro brillante, élitros varían de marrón rojizo mate a negro mate, ventralmente (incluidas las patas) de marrón a negro mate.